# Saint-Pierre (Martinica)
Saint-Pierre (San Pedro en español) fue una población y comuna francesa situada en la región y departamento de Martinica, en el distrito y cantón de Saint-Pierre. Fue destruida el 8 de mayo de 1902 por una gigantesca erupción del Monte Pelée que dejó un saldo de más de 30 000 muertos.

## Geografía
La ciudad se encuentra en la isla de Martinica en el mar Caribe. El clima es tropical.

## Economía
Una rama de la Cámara de Comercio e Industria de Martinica está presente en la ciudad de Saint-Pierre.

## Demografía
| 1961                   | 1967 | 1974 | 1982 | 1990 | 1999 | 2006 |
| ---------------------- | ---- | ---- | ---- | ---- | ---- | ---- |
| 6347                   | 6559 | 6180 | 5438 | 5007 | 4439 | 4581 |
| según define el INSEE. |      |      |      |      |      |      |

## Lugares y monumentos
La ciudad de Saint-Pierre está clasificada en Ciudades y Países de Arte e Historia.

### Sitios
- Antiguo teatro.
- Ruinas de la iglesia del Fuerte.
- Ruinas del asilo de Belén.
- Ruinas de San Bouille.
- Calabozo de Cyparis.
- Pilares Puente Orchard.
- Calle Monte Cielo.

### Museos
- Museo de los Volcanes
- Museo de Historia de la Ciudad

### Otros sitios de interés
- Casa colonial Salud .
- Iglesia de la Natividad.
- Destilería Depaz.
- Subacuático Pecios.
- La zona de cocinas.
- Responsable de Coré.
- Vivienda Duchamp.
- Anse Latouche.
- Place Bertin